# برينت لي
برينت لي هو عالم موسيقى وملحن كندي، ولد في 1964.

## وصلات خارجية
- برينت لي على موقع ميوزك برينز (الإنجليزية)
- برينت لي على موقع ديسكوغز (الإنجليزية)